# 颶風戈登 (1994年)
颶風戈登（英語：Hurricane Gordon）是1994年大西洋颶風季中，第七個被命名的熱帶氣旋。該風暴於加勒比地區西部形成，在通過佛羅里達州前一直維持熱帶風暴狀態，直至迫近北卡羅來納州才增強成一級颶風。
戈登在通過海地期間為當地帶來重大災難，造成1,100多人死亡。